# Gonomyia (Leiponeura) mythica
Gonomyia (Leiponeura) mythica is een tweevleugelige uit de familie steltmuggen (Limoniidae). De soort komt voor in het Neotropisch gebied.